# Rostsparv
Rostsparv (Emberiza caesia) är en fågel som tillhör familjen fältsparvar. Fågeln häckar utmed kustområden i östra Medelhavet och övervintrar huvudsakligen i Sudan i Afrika. Tillfälligt ses den norr om utbredningsområdet, med bland annat tre fynd i Sverige. Rostsparven är mycket lik och nära släkt med ortolansparven och arten bergortolan. IUCN kategoriserar den som livskraftig.

## Kännetecken

### Utseende
Fågeln mäter 14–15,5 centimeter och är något mindre än ortolansparven, som den i övrigt liknar till form och fjäderdräkt. Den häckande hanen skiljer sig från ortolansparvens med sitt grå huvud, ej olivfärgat, och orangefärgad mustasch och strupe istället för gulfärgade. Den tydliga ögonringen är vit, inte gul. Övergumpen är ostreckat rödbrun, till skillnad från ortolansparvens streckade grå övergump. Honan är lik hanen men mattare färgad. 

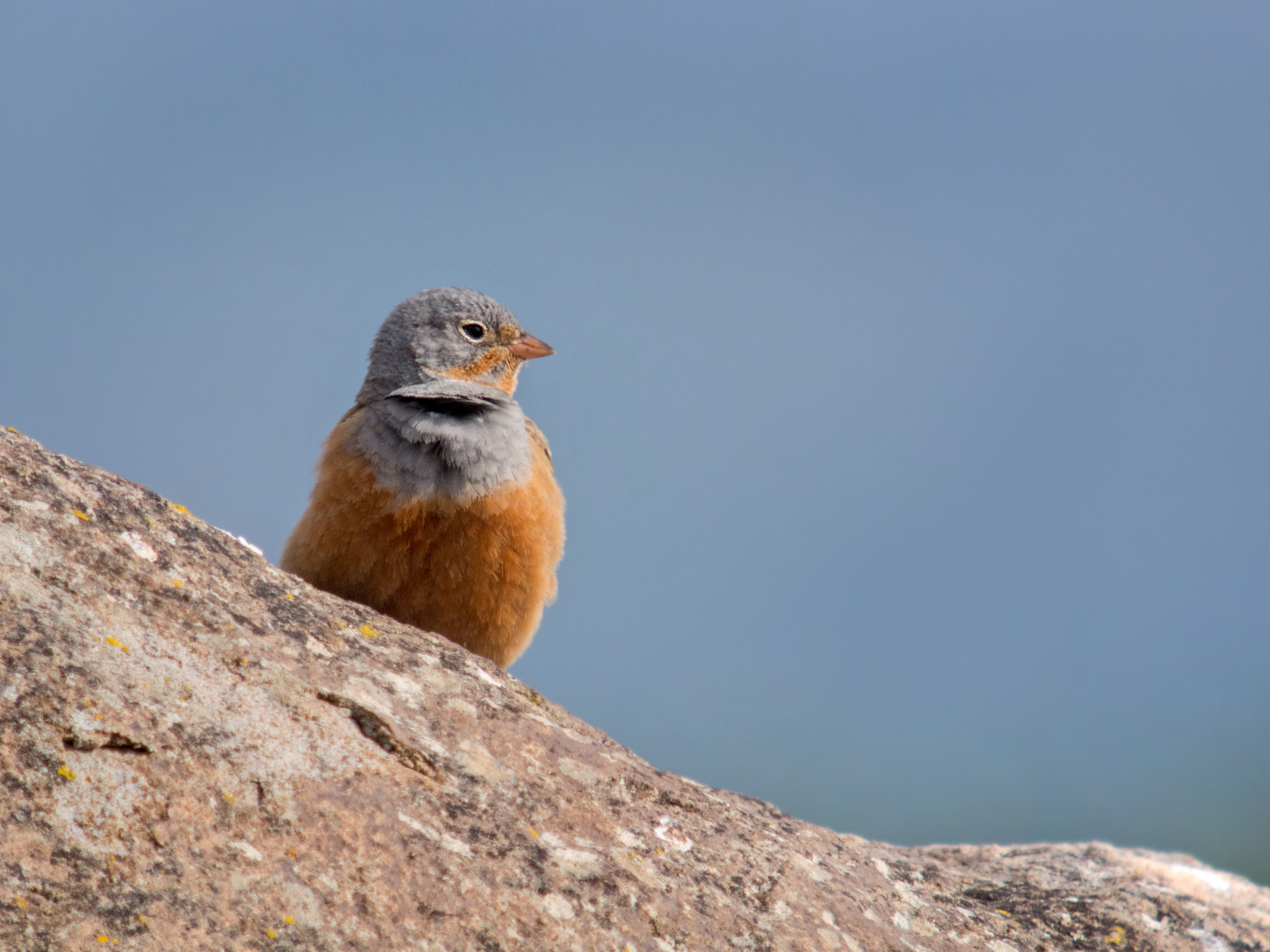

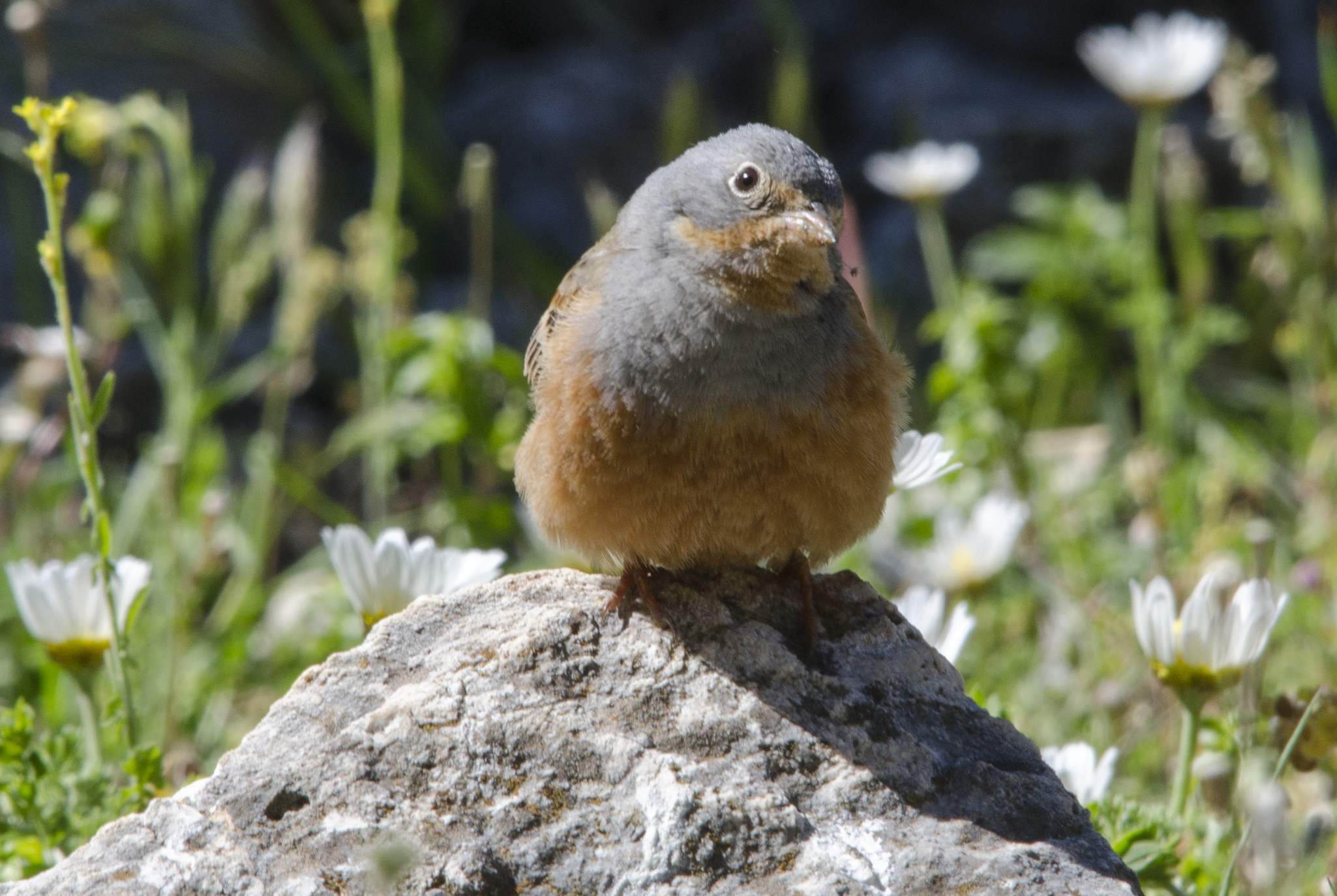

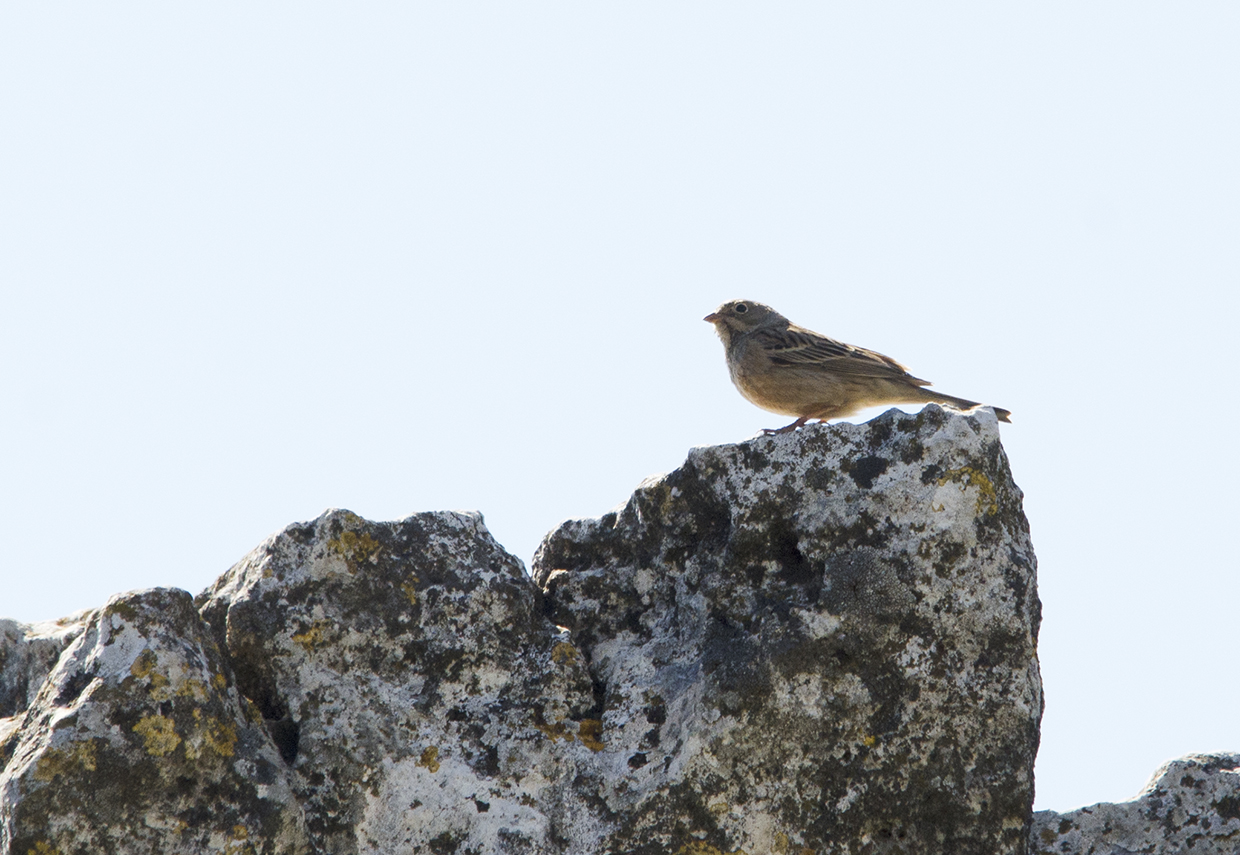

### Läten
Rostsparvens läten är mycket lika ortolansparven. Sången är snarlik sydeuropeiska ortolansparvar med samma uppbyggnad av två till tre korta toner som avslutas med en lång utdragen. Rostsparvens saknar dock alltid ortolansparvens ringande ton.

## Utbredning och systematik
Rostsparven häckar utmed kustområden längs Medelhavets östra del, närmare bestämt i sydvästra Albanien, större delen av Grekland, Kreta, det mesta av kustnära västra och södra Turkiet, Cypern, västra Syrien, Libanon, västra Jordanien, norra Israel, Palestina och möjligen även nordvästra Irak. Vintertid flyttar den till Sudan, både på kusten och utmed Nildalen. Åtminstone förr sågs den även i Eritrea. Vissa har också rapporterats från södra Egypten samt nordvästra och sydvästra Saudiarabien.

### Uppträdande utanför utbredningsområdet
Rostsparven uppträder mycket sällsynt i Västeuropa. I Sverige har den påträffats tre gånger: på Öland 29–30 maj 1967, i juni 2014 på Haparanda-Sandskär och i Skutskär runt juletid 2018.

### Släktskap
Rostsparven är mycket nära släkt med ortolansparven (Emberiza hortulana). Tillsammans står de gulgrå sparv (Emberiza cineracea) närmast, och dessa tre utgör systergrupp till arten bergortolan (Emberiza buchanani).

## Ekologi

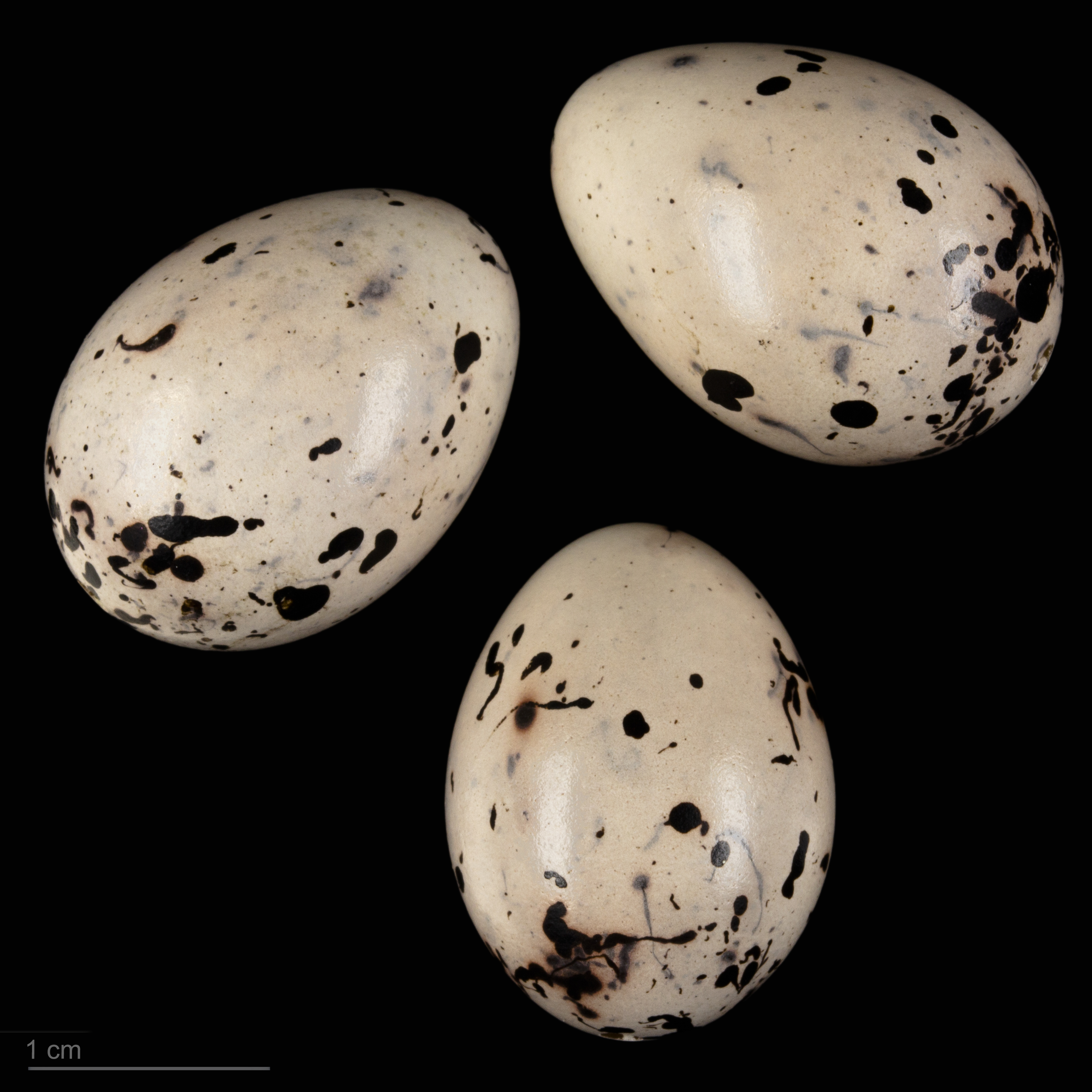
Emberiza caesia

Rostsparven häckar på soliga sluttningar där det finns buskar. Den lever främst utmed kusten eller på öar, och häckar oftast på lägre höjd än den närbesläktade ortolansparven. Fågeln lägger fyra till sex ägg i ett bo placerat på marken. Den är en insektsätare om sommaren och lever av frön resten av året.

## Status
Arten har ett stort utbredningsområde och internationella naturvårdsunionen IUCN kategoriserar arten som livskraftig. Beståndsutvecklingen är dock oklar. Världspopulationen uppskattas mycket preliminärt till mellan 271 000 och 531 000 vuxna individer.

## Taxonomi och namn
Rostsparven beskrevs taxonomiskt 1827 av den tyske läkaren och naturforskaren Philipp Jakob Cretzschmar, vilket gett upphov till artens namn på engelska, Cretzschmar's Bunting. Det vetenskapliga artnamnet caesia betyder "blågrå" eller "gråögd".